# Antepipona turbulenta
Antepipona turbulenta är en stekelart som beskrevs av Giordani Soika 1989. Antepipona turbulenta ingår i släktet Antepipona och familjen Eumenidae. Inga underarter finns listade i Catalogue of Life.